# 于洪漪
于洪漪（1919年—？），曾名史卓贞，贵州省贵阳市人。中华人民共和国政治人物。
早年参加抗日战争，1939年12月任雁北地区妇救会宣传部部长，1941年2月任平鲁县抗联主任，1942年，任神府县妇联会主任。第二次国共内战期间，担任晋绥党校六部教育科科长。中华人民共和国成立后，任四川省会计专科学校教育主任，四川省商业学校、四川工业学校校长，四川省化工厅政治部宣教处处长，四川省化工设计院党委书记。